# フランチェスコ・ボルゾーニ
フランチェスコ・ボルゾーニ（Francesco Bolzoni, 1989年5月7日 - ）は、イタリア・ロンバルディア州ローディ出身の元サッカー選手。現役時代のポジションはミッドフィールダー。

## 経歴
11歳の時にインテルナツィオナーレ・ミラノの下部組織に入団した。2006–07シーズンにはカンピオナート・プリマヴェーラ優勝に貢献した。2007年2月1日、コッパ・イタリアのUCサンプドリア戦でプロデビューを果たした。2009年5月24日、カリアリ・カルチョ戦でリーグ戦デビューを果たした。
2009年7月1日、ティアゴ・モッタがインテルに移籍した際の契約の一部としてジェノアCFCに移籍した。8月17日、フロジノーネ・カルチョにレンタル移籍した。
2010年7月8日、ACシエーナに買い取りオプション付きでレンタル移籍し、2011年6月22日に完全移籍した。
2013年8月1日、USチッタ・ディ・パレルモに4年契約で加入した。
2016年1月30日にクラブと双方合意の下契約を解除し、2月1日にノヴァーラ・カルチョと2018年6月30日までの契約を結んだ。
2017年8月31日、スペツィア・カルチョに移籍した。
2018年9月、セリエDのFCバーリに移籍した。
2019年9月2日、セリエCのイモレーゼ・カルチョ1919にレンタル移籍した。

## 代表歴
2010年までイタリア代表としてU-21代表でプレーした。

## タイトル
クラブ
インテル
- カンピオナート・プリマヴェーラ : 2006-2007
- トルネオ・ディ・ヴィアレッジョ : 2008
- セリエA : 2008-09

シエーナ
- セリエB : 2010-11

パレルモ
- セリエB : 2013-14